# KSRV Njord

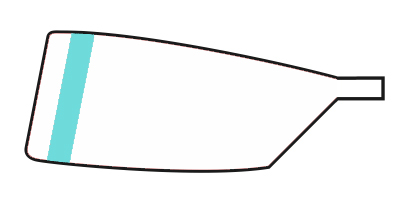
Njord

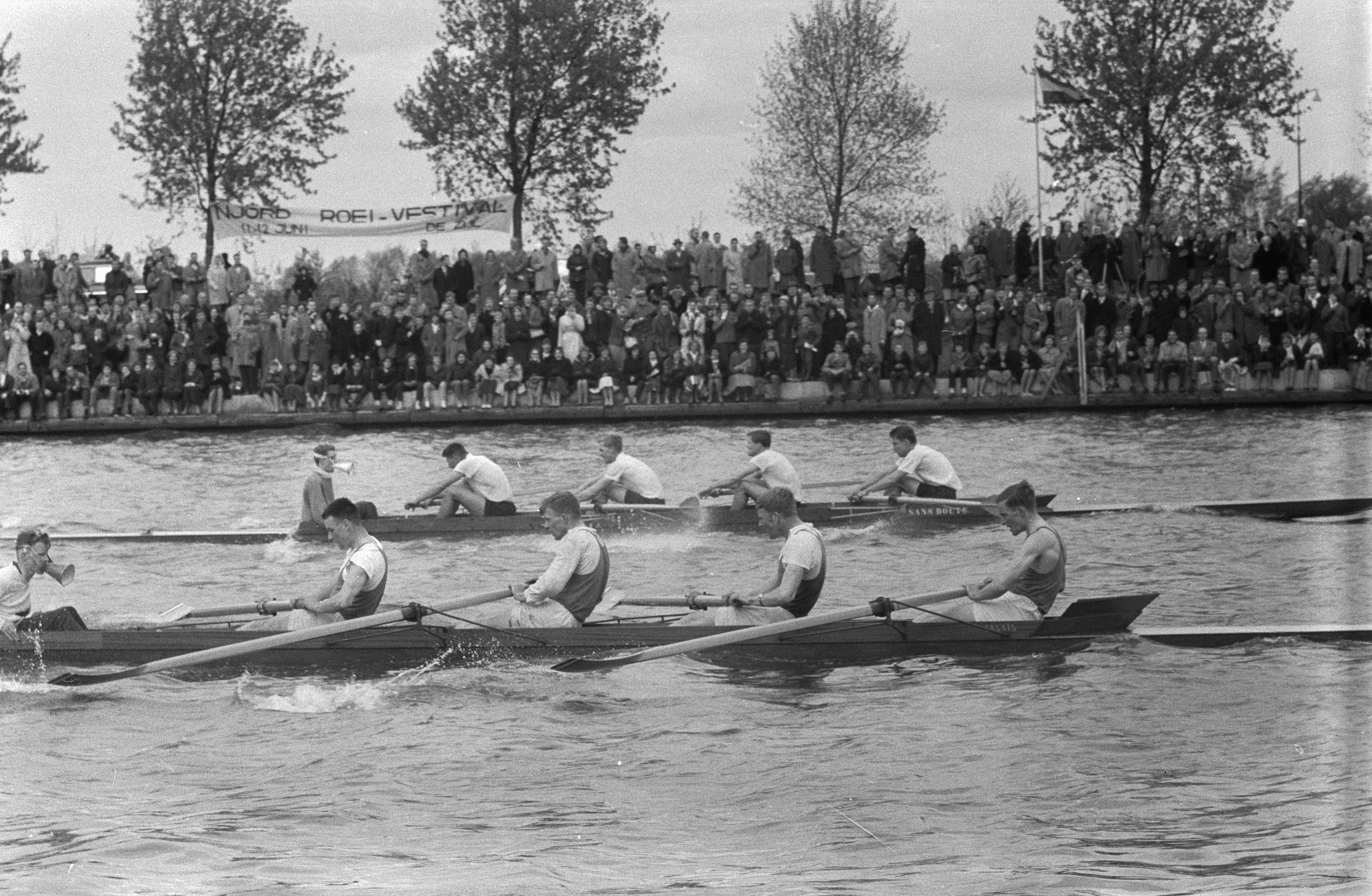
Argo e Njord (Varsity 1960)

La Reale Associazione di Canottaggio Studentesco Njord o KSRV Njord è un club di canottaggio studentesco a Leida, nei Paesi Bassi. Il club fu fondato nel 1874 da membri della confraternita studentesca "Minerva" ed è la più antica società di canottaggio studentesco dei Paesi Bassi. Sin dagli inizi il club ha potuto contare sull'appoggio della Famiglia Reale, come per esempio il Principe Hendrik (Enrico) che nell'anno della fondazione donò alcune imbarcazioni.
Nei primi anni c'era ancora ben poca concorrenza, che arrivò solo con la fondazione nel 1876 della D.S.R.V. "Laga" di Delft. Nel 1878 venne poi deciso di organizzare un evento sportivo tra le due associazioni, che per le prime volte si svolse sulle acque del "Galgewater", appena fuori Leida. Questa gara sportiva, in seguito nominata "Varsity" (probabilmente dall'inglese "University") viene disputata ancora oggi, benché sulle acque del fiume Reno presso la città di Houten. Inoltre non è più soltanto un confronto tra Njord e Laga, ma una gara alla quale possono partecipare tutte le associazioni di canottaggio studentesco olandesi. Nel corso degli anni la gara è stata vinta da Njord per 21,5 volte, visto che l'edizione del 1960 finì con l'arrivo in contemporanea delle imbarcazioni sia di Njord sia di "W.S.R. Argo". Negli anni '80 Njord riuscì a vincere la gara per ben 5 volte consecutive, tuttora un record.
Durante i festeggiamenti per il centenario nel 1974, arrivò la notifica che la Regina dell'Olanda aveva consentito al club di portare la denominazione "Reale". Njord è ancora oggi l'unico club di canottaggio studentesco che può fregiarsi di questo onore.
Ancora oggi Njord è tra le associazioni più importanti del canottaggio Olandese. Dopo una medaglia di bronzo alle Olimpiadi di Atlanta del '96 di Irene Eijs, i canottieri di Njord hanno avuto una partecipazione crescente ai livelli più alti del canottaggio internazionale. Nei primi anni 2000 tra i suoi membri più di spicco c'è stato Jaap Schouten che nel singolo vinse vari bronzi e argenti durante la World Cup del 2007 e nel 2008 tolse l'oro al campione del mondo in carica Duncan Grant durante la prima gara della World Cup, oltre ad aver vinto numerosi titoli nazionali, nonché Jacobine Veenhoven che vinse l'oro con l'8+ femminile nella World Cup '07, e che parteciperà poi ai Giochi Olimpici di Londra nell'8+ femminile olandese.